# André Capelle
Antoine André Auguste Capelle (13 de novembro de 1891 — 30 de janeiro de 1972) é um ciclista francês que competia no ciclismo de estrada. Representou França nos Jogos Olímpicos de Verão de 1912, realizados na cidade de Estocolmo.